# Tjiauri
Tjiauri (georgiska: ჭიაური) är ett berg i Georgien. Det ligger i den östra delen av landet, i regionen Mtscheta-Mtianeti. Toppen på Tjiauri är 2 020 meter över havet.